# Destructores clase Calcuta
La "clase Kolkata" (Proyecto 15A) es una clase de destructores de misiles guiados sigilosos construidos para la Armada de la India. La clase comprende tres barcos: Kolkata, Kochi y Chennai, todos construidos por Mazagon Dock Limited (MDL) en India, y son los destructores más grandes operados por la Armada india. Debido a retrasos en la construcción y las pruebas en el mar, la fecha de puesta en servicio inicial del primer barco de la clase se retrasó de 2010 a 2014.
Los destructores son una continuación de los de la clase Proyecto 15 Delhi, pero son considerablemente más capaces debido a las importantes mejoras en el diseño, la adición de capacidades sustanciales de ataque terrestre, el equipamiento de sensores modernos y sistemas de armas, y el uso ampliado de la capacidad centrada en la red.

## Diseño

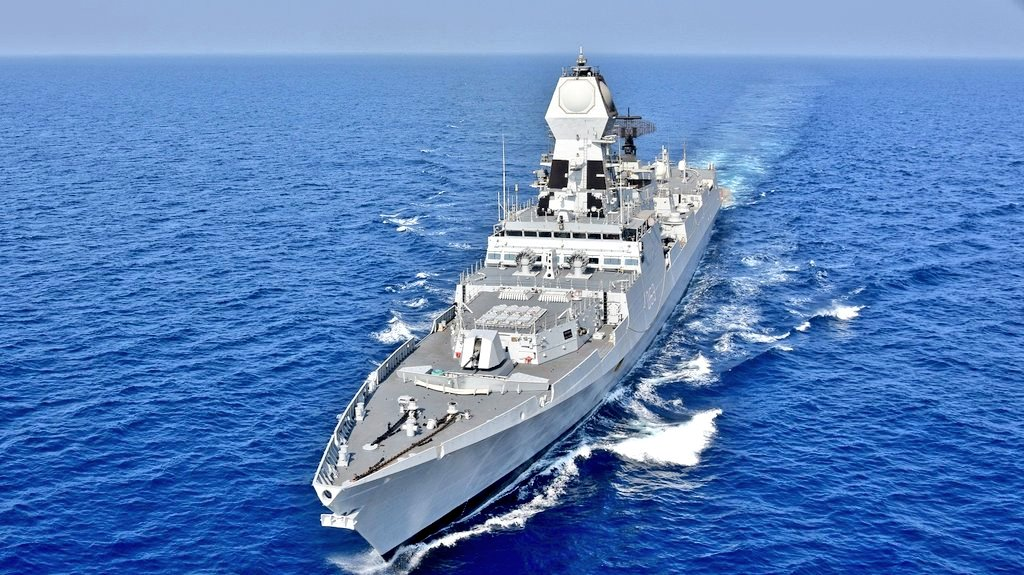
INS Chennai

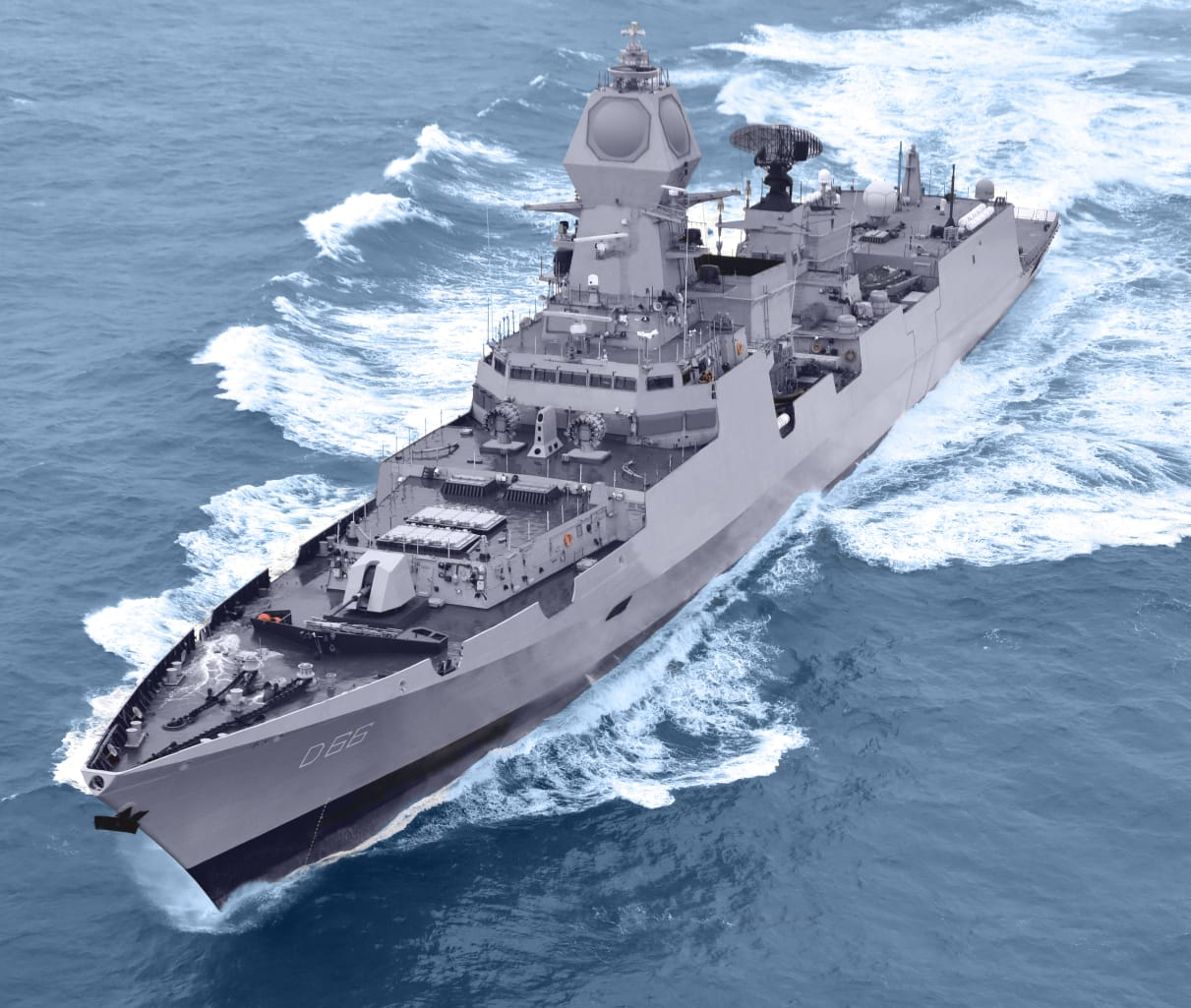
Sucesor de la clase Visakhapatnam

La clase Calcuta  comparte dimensiones similares a la clase Delhi anterior, sin embargo, tiene 2363 modificaciones que incluyen mejoras importantes en armamento, sensores y sistemas de helicópteros. Con una cilindrada estándar de 6800 toneladas y un desplazamiento a plena carga de 7400 t (7 400 000 kg), son los destructores más grandes jamás operados por la Armada de la India. Algunos informes de los medios incluso han dado un desplazamiento a plena carga de 7500 t (7 500 000 kg). Estos son los primeros destructores furtivos construidos por India y marcaron un desarrollo significativo en la tecnología de construcción naval de India. Los barcos incorporan armas y sensores modernos, y tienen una suite de guerra de información avanzada, un sistema de control auxiliar con una arquitectura sofisticada de distribución de energía y alojamientos modulares para la tripulación.
La clase tiene una longitud de 163 m (534' 9,30"), una viga de 17,4 m (57' 1") y un calado de 6,5 m (21' 329/32"). La potencia y la propulsión del barco cuentan con un sistema combinado de gas y gas que utiliza cuatro turbinas de gas reversibles DT-59. Esta configuración permite que el barco alcance velocidades superiores a los 30 nudos. Las instalaciones de aviación incluyen una gran cubierta de vuelo, que fue rediseñada para manejar helicópteros más grandes que la clase Delhi, y un hangar cerrado para hasta dos helicópteros marítimos.
El principal armamento de defensa aérea del barco está compuesto por cuatro sistemas de lanzamiento vertical (VLS) de ocho celdas que permiten hasta treinta y dos misiles de defensa aérea Barak 8 / MRSAM.
La clase está diseñada para la guerra centrada en la red, como la capacidad de participación cooperativa, donde operan defensa aérea de área amplia, distribuyendo activos y control sobre diferentes plataformas y ubicaciones, y aprovechando múltiples sensores y efectores en un solo sistema de defensa aérea. En mayo de 2019, 2 barcos de la clase llevaron a cabo el disparo cooperativo inaugural del Barak 8/MRSAM utilizando el modo de Coordinación de Fuerza de Tarea Conjunta (JTC) para interceptar varios objetivos aéreos simultáneos que involucran dos escenarios complejos en rangos extendidos. Con él, la Armada de la India se convirtió en el segundo servicio naval del mundo después de Estados Unidos, y el primero en Asia en haberlo desarrollado y desplegado. La capacidad se implementará en todos los futuros buques de guerra importantes de la Armada de la India.
Cuatro CIWS AK-630 están equipados para la defensa cercana.
Los barcos llevan un sonar montado en la proa HUMSA-NG (conjunto de sonar montado en el casco - nueva generación) para la vigilancia del subsuelo.
Para la guerra antisubmarina, la clase Kolkata está equipada con un sistema de lanzamiento de torpedos a través de cuatro tubos de torpedos y dos lanzacohetes antisubmarinos RBU-6000.

## Desarrollo
En 1986, el Comité del Gabinete sobre Asuntos Políticos (CCPA) aprobó una clase de seguimiento de los destructores anteriores de la clase Proyecto 15 Delhi. El objetivo era que la clase de seguimiento incorporara un nivel más alto de capacidades de defensa aérea, ataque terrestre, antisubmarinos y antibuque que la clase anterior. Sin embargo, la Marina de la India inicialmente no tomó la opción.  Para el año 2000, la Marina de la India había rediseñado la clase Kolkata de seguimiento para incorporar niveles de tecnología aún más altos (incluidas las características modernas de sigilo) y en mayo de ese año, se otorgó la aprobación para la construcción. El concepto y la función del Proyecto 15A fueron enmarcados por la Dirección de Diseño Naval de la marina, mientras que el diseño detallado fue desarrollado por Mazagon Dock Limited (MDL).
Inicialmente, en 2008, se esperaba que el costo total del programa con piezas de repuesto a largo plazo costara 500 millones de dólares, pero los costos de construcción aumentaron aproximadamente un 225 %, y para 2011, el costo del programa se convirtió en 1,5 billones de dólares, con cada barco costando 510 millones de dólares. El Ministro de Defensa AK Antony citó las causas como el retraso en el suministro de acero apto para buques de guerra por parte de Rusia, el aumento de los costes de los especialistas rusos debido a la inflación durante el período de construcción, la revisión salarial prevista para octubre de 2003 y el retraso en la finalización del coste de las armas y sensores Un informe del Controlador y Auditor General de la India publicado en 2010 culpó a la Armada por los retrasos y criticó las decisiones tardías de reemplazo del sistema de misiles tierra-aire con Barak, cambio del montaje del arma, inclusión de un domo de sonar y modificación del hangar de helicópteros para acomodar HAL. Dhruv.
La construcción de tres barcos de la clase Kolkata fue autorizada por el Gobierno de la India en mayo de 2000 y el acero del barco principal se cortó en marzo de 2003. La construcción comenzó en septiembre de 2003 en Mazagon Docks, Mumbai, con la expectativa inicial de que el primero de su clase sería entregado a la marina en 2010. Sin embargo, desde entonces, la clase Kolkata ha sufrido retrasos consecutivos, procedimientos de construcción lentos y problemas técnicos que hicieron que el primer barco de la clase entrara en servicio a mediados de 2014. Los retrasos en el programa de construcción se han atribuido a los persistentes cambios de diseño realizados por la Marina de la India para incorporar nuevos sistemas de armas y sensores, la falla de un astillero ucraniano en la entrega de las hélices y los ejes del barco y la posterior adjudicación del contrato a una empresa rusa, y finalmente el retraso en la entrega de los misiles antiaéreos Barak 8.
La clase Calcuta son los destructores más grandes jamás construidos en Mazagon Docks. Se encontraron problemas técnicos durante las pruebas de mar del barco líder Calcuta, lo que retrasó el proyecto seis meses hasta principios de 2014.

## Barcos de la clase
| Nombre  | Entrada en servicio      | Estatus     |
| ------- | ------------------------ | ----------- |
| Calcuta | 16 de agosto de 2014     | En servicio |
| Kochi   | 30 de septiembre de 2015 | En servicio |
| Chennai | 21 de noviembre de 2016  | En servicio |